# Il Signore degli Anelli: Il ritorno del re
Il Signore degli Anelli: Il ritorno del re (The Lord of the Rings: The Return of the King) è un videogioco d'azione tratto dal terzo ed omonimo film della saga cinematografica di Peter Jackson, a sua volta tratta dai libri di John Ronald Reuel Tolkien. Il videogioco ha uno sviluppo lineare, nel quale è necessario avanzare attraverso livelli di gioco diversi, uccidendo ogni nemico che ci si trova davanti e guadagnando in tal modo "esperienza" che potrà essere utilizzata al termine di ogni livello di gioco per potenziare il personaggio. Sono venti i livelli massimi raggiungibili da ciascun personaggio.
Andando avanti nel livello si sbloccheranno di volta in volta contenuti extra. Completando invece la trama principale si sbloccheranno due "livelli segreti", i palantír, dove il giocatore dovrà resistere a venti ondate di nemici di vario tipo, tutti appartenenti alla trama principale (orchetti, orchi, non morti, troll, ecc).

## Personaggi

### Principali
Giocabili
- Gandalf
- Aragorn
- Legolas
- Gimli
- Sam
- Frodo

Sbloccabili
- Faramir
- Merry
- Pipino

### Alleati
- Soldati Rohirrim (Fosso di Helm, Campi del Pelennor, Cancello Nero)
- Arcieri Rohirrim (Fosso di Helm, Cancello Nero)
- Ent (Strada per Isengard)
- Soldati Gondoriani (Minas Tirith sommità delle mura, Cancello Nero)
- Arcieri Gondoriani (Minas Tirith sommità delle mura, Minas Tirith cortile, Cancello Nero)
- Éowyn (Campi del Pelennor)
- Gollum (Fuga da Osgiliath)
- Raminghi di Gondor (Fuga da Osgiliath)
- Raminghi di Gondor arcieri (Fuga da Osgiliath)

### Nemici
Nemici comuni
- Uruk-hai (Normali, Balestrieri, Con Scudi, Berserker)
- Uruk di Mordor (Normali, Arcieri, Campioni, Lancieri (Questi ultimi solo nel Palantír di Saruman)
- Orchi (Normali, Arcieri, Lancieri, Campioni)
- Troll
- Morti (Normali, Arcieri, Lancieri, Campioni)
- Olifanti (Con arcieri Haradrim sul dorso)
- Nazgûl (Con o senza cavalcature alate)
- Ragni
- Esterling (Normali, Lancieri, Campioni)

Nemici occasionali
- Re dei Morti (Re dei Morti)
- Re degli Stregoni di Angmar (Campi del Pelennor)
- Bocca di Sauron (Cancello Nero)
- Shelob (Tana di Shelob)
- Gorbag ( Cirith Ungol )
- Gollum (Voragine del Fato)

## Livelli

### La via dello Stregone
- Fosso di Helm: Gandalf arriva al Fosso di Helm con il gruppo di Éomer per aiutare i Rohirrim, e qui Aragorn, Legolas e Gimli gli chiedono aiuto per fermare l'avanzata degli Uruk-hai, sopra e sotto le mura. Questo livello è principalmente un tutorial, dove il giocatore imparerà il funzionamento del gioco.

- Strada per Isengard: Gandalf insegue gli Uruk-hai fuggiti dal Fosso di Helm fino a Isengard, dove le cose si mettono male per gli Ent che stanno attaccando la fortezza, perciò dovrà aiutarne uno ad abbattere la diga.

- Minas Tirith sommità delle mura: Gandalf deve difendere le mura di Minas Tirith dagli Orchi (distruggendo le loro scale e le torri d'assedio), e da un Nazgûl su bestia alata.

- Minas Tirith cortile: Gandalf deve salvare 200 donne di Minas Tirith dopo che il cancello della città è stato abbattuto.

### La via del re
- Sentieri dei Morti: Aragorn, Legolas e Gimli, per procurare dei rinforzi a Minas Tirith, devono percorrere i pericolosi Sentieri dei Morti, che nascondono molte sorprese.

- Re dei Morti: Aragorn, Legolas e Gimli sfidano il Re dei Morti, capo del popolo di fantasmi che potrebbe distruggere le armate di Sauron. Dopo averlo affrontato, devono salvarsi dal rovinoso crollo delle gallerie.

- Portale meridionale: Dopo essersi alleati con i Morti, Aragorn, Legolas e Gimli devono entrare a Gondor passando attraverso il portale meridionale, che è però controllato dalle forze di Sauron. Dovranno sconfiggere orchi, alcuni troll e un Olifante e salire sulle mura per aprire il cancello in modo tale da unirsi nella guerra a Minas Tirith.

- Campi del Pelennor: Aragorn, Legolas e Gimli giungono in soccorso dei Rohirrim nella battaglia che si svolge nei Campi del Pelennor, davanti alla città. Dovranno affrontare Uruk di Mordor, Esterling e salvare Merry ed Éowyn prima da alcuni Olifanti e infine dalla bestia alata del Re Stregone di Angmar.

- Cancello Nero: Gandalf, Aragorn, Legolas e Gimli, per dare modo a Frodo di raggiungere la Voragine del Fato e distruggere l'Unico Anello, affrontano le forze di Sauron al Nero Cancello: dovranno uccidere la Bocca di Sauron e alcuni Nazgûl, oltre a diversi Esterling e orchi molto forti.

### La via dello hobbit
- Fuga da Osgiliath: Sam e Frodo, guidati da Gollum, devono scappare dalla battaglia che si sta svolgendo ad Osgiliath, dove Sam si destreggerà tra uomini, orchi e colpi di catapulta per poter aprire il cancello situato nelle fogne che consentirà al trio di fuggire dalla città.

- Tana di Shelob: Gollum attira Frodo nella tana del ragno gigante Shelob, dove il povero hobbit viene imprigionato in un bozzolo. Sam, cacciato via da Frodo per colpa di Gollum, capisce tutto e deve attraversare la tana infestata da orchi e ragni per poterlo salvare.

- Cirith Ungol: Sam crede che Frodo sia morto, e decide di portare da solo l'Anello a Monte Fato, ma quando vede alcuni orchi portarsi via l'hobbit, solo svenuto, va a liberarlo, favorito da una guerriglia tra Uruk-hai e orchi. L'ultimo avversario sarà il forte Gorbag.

- Voragine del Fato: Frodo e Sam sono arrivati alla fine della loro impresa, a Monte Fato, ma, proprio sul ciglio del vulcano, Gollum prende l'Anello e tocca a Frodo ucciderlo.

### Altri livelli
- Palantír di Saruman: In questo livello bisognerà fronteggiare 20 ondate di nemici (Uruk di Mordor, Morti, ragni e troll).

- Palantír di Sauron: In questo livello bisognerà fronteggiare 20 ondate di nemici (Uruk-hai, Esterling, orchi e troll).

## Accoglienza
La rivista Play Generation lo classificò come uno dei quattro migliori titoli basati su Il Signore degli Anelli.